# القعيفي (كعيدنة)

تعديل مصدري - تعديل

القعيفي هي إحدى قرى عزلة سواخ بمديرية كعيدنة التابعة لمحافظة حجة، بلغ تعداد سكانها 131 نسمة حسب تعداد اليمن لعام 2004.